# Eilema contempta
Eilema contempta är en fjärilsart som beskrevs av Rothschild 1924. Eilema contempta ingår i släktet Eilema och familjen björnspinnare. Inga underarter finns listade i Catalogue of Life.